# NGC 2608
NGC 2608 هي مجرة حلزونية تبعد عنا 93 مليون سنة ضوئية، وتقع في اتجاه كوكبة السرطان. يبلغ اتساعها 62,000 سنة ضوئية، بما يعادل حوالي 60٪ من درب التبانة. وهي تعتبر مجرة حلزونية بتصميم عظيم وهذا يعني أن أذرعة المجرة مجزأة باعتدال (فهي ليست كثيفة ولا فضفاضة). تم تصنيفها من قبل هالتون عام 1927 تحت «المجرات ذات الأذرع المقسمة». في عام 1966 لوحظ أن «النواة قد تكون مزدوجة أو متراكبة». ثم اوضحت المشاهدات بعد ذلك أن لها نواتين اثنتين.

## مستعران أعظمان
- SN 1920Aفي عام 1920 تم اكتشافه من قبل عالم الفلك الألماني ماكس ولف بلغت درجة لمعانه 11.7 قدر ظاهري في 17 ديسمبر 1920. ومن حينها صنفت بأنها شاذة ويعتقد أنها نتيجة «آلية انفجارات مختلفة تماما».[4]

- SN 2001bg في عام 2001 تم اكتشاف هذا المستعر الأعظم من الراصدالشهير «توم بولز» بواسطة تلسكوب شميدت وشوهدت لأول مرة بقدر قدر ظاهري 14 ثم بلغت ذروتها في وقت لاحق عند حوالي 13.7.[5] ويشير طيفه إلى أنه مستعر أعظم من النوع الأول.[6]

صنّفطيفه بأنه من النوع Type Ia .

## وصلات خارجية
- NGC 2608 على موقع ويكي سكاي: DSS2, SDSS, GALEX, IRAS, Hydrogen α, X-Ray, Astrophoto, Sky Map, Articles and images